# Wilhelm Fuhrmann
Wilhelm Fuhrmann (ur. 29 października 1887, zm. po 1934) – podpułkownik dyplomowany piechoty Wojska Polskiego.

## Życiorys
Pełnił służbę w c. i k. 58 pułku piechoty w Stanisławowie. 1 listopada 1910 roku został mianowany podporucznikiem piechoty. W latach 1916–1918 był oficerem magazynowym c. i k. 3 pułku ułanów. 1 listopada 1914 roku został mianowany porucznikiem.
5 marca 1919 roku przyjęty został do Wojska Polskiego z byłej cesarskiej i królewskiej armii, z zatwierdzeniem posiadanego stopnia kapitana ze starszeństwem z dniem 1 maja 1918 roku. 6 czerwca 1919 roku został przeniesiony z Departamentu III do Sekcji Mobilizacyjnej Departamentu Mobilizacyjno-Organizacyjnego Ministerstwa Spraw Wojskowych. 1 czerwca 1921 roku pełnił służbę w Oddziale V Sztabu Ministerstwa Spraw Wojskowych w Warszawie. 3 maja 1922 roku został zweryfikowany w stopniu majora ze starszeństwem z dniem 1 czerwca 1919 roku i 235. lokatą w korpusie oficerów piechoty, a jego oddziałem macierzystym był wówczas 1 pułk Strzelców Podhalańskich w Nowym Sączu. W 1923 roku pełnił służbę w Oddziale V Sztabu Generalnego na stanowisku szefa wydziału, pozostając oficerem nadetatowym 3 pułku Strzelców Podhalańskich w Bielsku. Od 1 listopada 1924 roku do 11 października 1926 roku był słuchaczem V Kursu Normalnego Wyższej Szkoły Wojennej w Warszawie. 1 grudnia 1924 roku awansował na podpułkownika ze starszeństwem z 15 sierpnia 1924 roku i 58. lokatą w korpusie oficerów piechoty. Po ukończeniu kursu i otrzymaniu dyplomu naukowego oficera Sztabu Generalnego przydzielony został do Departamentu X Przemysłu Wojennego Ministerstwa Spraw Wojskowych w Warszawie. W lutym 1927 roku przeniesiony został do 21 pułku piechoty „Dzieci Warszawy” na stanowisko dowódcy II batalionu (stanowisko dublowane), a 23 maja tego roku do 79 pułku piechoty w Słonimiu na stanowisko dowódcy III batalionu. W kwietniu 1928 roku został przeniesiony do Powiatowej Komendy Uzupełnień Tarnowskie Góry na stanowisko komendanta. Z dniem 31 stycznia 1930 roku przeniesiony został w stan spoczynku. W 1934 roku pozostawał w ewidencji Powiatowej Komendy Uzupełnień Warszawa Miasto III. Posiadał przydział do Oficerskiej Kadry Okręgowej Nr I. Był wówczas „przewidziany do użycia w czasie wojny”.

## Odznaczenie
- Krzyż Jubileuszowy Wojskowy (Austro-Węgry)